# Strahoninec
Strahoninec (maďarsky Drávanagyfalu) je hustě obydlené sídlo a správní středisko stejnojmenné opčiny v Chorvatsku v Mezimuřské župě. Nachází se asi 3 km jihozápadně od centra Čakovce, 13 km severovýchodně od Varaždinu a asi 96 km severovýchodně od Záhřebu. Podle údajů z roku 2021 zde žilo 2 627 obyvatel, přičemž počet obyvatel až do roku 2001 pravidelně stoupal.
Strahoninec je de facto předměstím Čakovce, svým zastavěným územím navazuje na sousední vesnici Savska Ves. Opčina se skládá z jediného sídla, a to Strahonince samotného. Severně od Strahonince prochází státní silnice D3, která zde tvoří jižní obchvat Čakovce.
Ve Strahoninci se nachází kostel Panny Marie Pomocnice.

## Historie
První písemná zmínka o vesnici pochází z roku 1478, kdy byla zmíněna jako Strahoninecz. V tomto roce ji Matyáš Korvín věnoval Jánosovi Ernusztovi, velkoobchodníkovi a bankéři v Budíně. V roce 1540 rod Ernusztů vymřel, na šest let se majitelem Strahonince stal rod Keglevićů a poté jej v roce 1546 získal Mikuláš Šubič Zrinský. Rodu Zrinských patřil až do roku 1671, v němž byl popraven Petr Zrinský a všechny jeho statky byly zkonfiskovány.
V roce 1715 rozhodl král Karel VI., že Strahoninec se stane majetkem hraběte Jánose Csikulina. Ten ji ovšem v roce 1719 daroval českému šlechtici Janu Michalovi z Althanu jako odměnu za jeho služby. V roce 1786 stálo ve vesnici 44 domů, v nichž žilo 56 rodin a 384 obyvatel. V roce 1791 koupil Strahoninec společně s panstvím Goričan chorvatský šlechtický rod Feštetićů.

## Obyvatelstvo
Naprostou většinu obyvatel (98,62 %) tvoří Chorvati. Druhou nejpočetnější skupinou jsou Albánci, k této národnosti se přihlásilo deset obyvatel Strahonince a tvoří tak celkem 0,37 % obyvatelstva. Rovněž zde žije pět Slovinců a v malé míře také Srbové, Rusové a Slováci.
Většina obyvatel (92,8 %) vyznává římskokatolické křesťanství, devět lidí (0,34 %) se hlásí k pravoslavné církvi, jedenáct (0,41 %) k protestantským církvím a 28 obyvatel (1,04 %) k ostatním křesťanským církvím. Sedm obyvatel (0,26 %) vyznává islám, devatenáct lidí (0,71 %) se řadí mezi agnostiky a skeptiky, 54 lidí (2,01 %) patří mezi ateisty a 62 obyvatel (2,31 %) se ke své víře nevyjádřilo.